# Corynorhinus mexicanus
Corynorhinus mexicanus là một loài động vật có vú trong họ Dơi muỗi, bộ Dơi. Loài này được G. M. Allen mô tả năm 1916.